# Kepler-41b
Kepler-41b, trước đây gọi là KOI-196b, là một hành tinh trong quỹ đạo của ngôi sao Kepler-41. Nó là một sao Mộc nóng với mật độ của nước. Nó phản xạ khoảng một phần ba ánh sáng mà nó nhận được.